# Carinophilharmostes vadoni
Carinophilharmostes vadoni är en skalbaggsart som beskrevs av Renaud Maurice Adrien Paulian 1937. Carinophilharmostes vadoni ingår i släktet Carinophilharmostes och familjen Hybosoridae. Inga underarter finns listade.